# Remigia frugalisana
Remigia frugalisana är en fjärilsart som beskrevs av Embrik Strand 1917. Remigia frugalisana ingår i släktet Remigia och familjen nattflyn. Inga underarter finns listade.